# Lopezia galeottii
Lopezia galeottii là một loài thực vật có hoa trong họ Anh thảo chiều. Loài này được Planch. mô tả khoa học đầu tiên năm 1852.